# Interpretação de Bohm
A interpretação de Bohm ou teoria de Broglie-Bohm da mecânica quântica, também conhecida como teoria da onda piloto, mecânica bohmiana e interpretação causal, generaliza a teoria da onda piloto de Louis de Broglie de 1927, a qual apresenta que ambos, onda e partícula, são reais. David Bohm, aluno de Robert Oppenheimer e contemporâneo de Albert Einstein em Princeton, após publicar Teoria Quântica, elogiada por Einstein como a mais clara explicação que lera sobre o tema, reinterpretou a física quântica de forma divergente da interpretação de Copenhague.
Segundo a interpretação de Bohm, a função de onda evolui de acordo com a equação de Schrödinger, que de algum modo "guia" a partícula. Isto assumindo um universo simples e determinístico, e não dividido (diferindo da interpretação de Copenhague e da interpretação de muitos mundos). A teoria é explicitamente não local. Isto quer dizer que o estado do universo evolui suavemente através do tempo, sem o colapso da função de onda quando uma medição ocorre, como na interpretação de Copenhague. Contudo, deve-se assumir a existência de um grande número de variáveis ocultas, as quais nunca poderiam ser diretamente mensuradas.

## Equação de Schroedinger

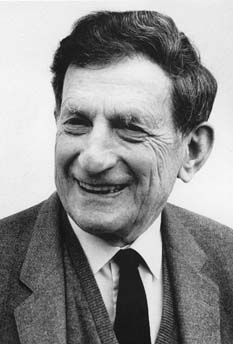
David Bohm

Inicialmente, Bohm dividiu a equação de Schrödinger em duas partes. A primeira era uma recapitulação da física newtoniana clássica, e a segunda um campo informativo semelhante a ondas. A equação de Schrödinger descreve como o estado quântico de um sistema físico muda com o tempo. Esta equação pode descrever sistemas moleculares, atômicos e subatômicos, como também sistemas macroscópicos.
Contrariamente a Niels Bohr (complementaridade onda-partícula) e à escola de Copenhague, Bohm postulou que o elétron se comporta como uma partícula clássica comum, mas tendo acesso a informação sobre o resto do universo. Bohm denominou o segundo termo de potencial quântico, um campo informativo funcional que fornece ao elétron informações sobre o resto do universo físico. Demonstrou que a influência desse potencial quântico dependia apenas da forma, e não da magnitude desse tipo de função de onda, sendo portanto, independente da separação no espaço: todo ponto no espaço contribui com informação para o elétron.
Esta explicação para o comportamento do elétron tem relação com o conceito de holomovimento e com as ordens implícita e explícita que o compõem.

## Fundamentação matemática
Na equação de Schrödinger
{\displaystyle {\frac {-\hbar ^{2}}{2m}}\nabla ^{2}\psi (\mathbf {r} ,t)+V(\mathbf {r} )\psi (\mathbf {r} ,t)=i\hbar {\frac {\partial \psi (\mathbf {r} ,t)}{\partial t}}},
onde a função de onda ψ(r,t) é uma função complexa da posição r e tempo t, a densidade probabilidade ρ(r,t) é uma função real definida por
{\displaystyle \rho (\mathbf {r} ,t)=R(\mathbf {r} ,t)^{2}=|\psi (\mathbf {r} ,t)|^{2}=\psi ^{*}(\mathbf {r} ,t)\psi (\mathbf {r} ,t)}.
Sem perda de generalidade, podemos expressar a função de onda ψ em termos da densidade de probabilidade real ρ = |ψ|2 e uma função de fase da variável real S que são ambas também funções de posição e tempo:
{\displaystyle \psi ={\sqrt {\rho }}e^{iS/\hbar }}.
Quando fazemos isto, a equação de Schrödinger separa-se em duas equações,
{\displaystyle -{\frac {\partial \rho }{\partial t}}=\nabla \cdot \left(\rho {\frac {\nabla S}{m}}\right)\qquad (1)}
{\displaystyle -{\frac {\partial S}{\partial t}}=V+{\frac {1}{2m}}(\nabla S)^{2}+Q\qquad (2)}
com
{\displaystyle Q=-{\frac {\hbar ^{2}}{2m}}{\frac {\nabla ^{2}R}{R}}=-{\frac {\hbar ^{2}}{2m}}{\frac {\nabla ^{2}{\sqrt {\rho }}}{\sqrt {\rho }}}=-{\frac {\hbar ^{2}}{2m}}\left({\frac {\nabla ^{2}\rho }{2\rho }}-\left({\frac {\nabla \rho }{2\rho }}\right)^{2}\right)}.
Se identificarmos o momento como {\displaystyle \mathbf {p} =\nabla S} e a energia como {\displaystyle E=-\partial S/\partial t}, então (1) é simplesmente a equação de continuidade tendo a probabilidade de
{\displaystyle \mathbf {j} =\rho \mathbf {v} =\rho {\frac {\mathbf {p} }{m}}=\rho {\frac {\nabla S}{m}}},
e (2) estabelece que energia total é a soma da energia potencial, energia cinética, e um termo adicional Q, que pode ser chamado de potencial quântico. Não é por acaso que S possua a unidade e típico nome variável de ação.
A partícula é vista como tendo uma posição definida, com uma distribuição de probabilidade ρ que pode ser calculada da função de onda ψ. A função de onda "guia" a partícula por meio do potencial quântico Q. Muito deste formalismo foi desenvolvido por Louis de Broglie. Bohm estendeu o caso de uma simples partícula para a o de várias partículas e reinterpretou as equações. Elas também foram estendias para incluir o spin, embora a extensão para condições relativísticas não tenha sido bem sucedida.

## Experimento da dupla fenda

Trajetórias de Bohm para elétrons passando pelo experimento de dupla fenda. Um padrão semelhante também foi observado a partir de medição fraca de fótons individuais.

O experimento da dupla fenda é uma ilustração da dualidade onda-partícula. Nele, um feixe de partículas (como elétrons) viaja através de uma barreira que tem duas fendas. Se alguém colocar uma tela de detecção além da barreira, o padrão de partículas detectadas mostra franjas de interferência características das ondas que chegam à tela de duas fontes (as duas fendas); no entanto, o padrão de interferência é composto de pontos individuais correspondentes às partículas que chegaram na tela. O sistema parece exibir o comportamento de ambas, as ondas (padrões de interferência) e partículas (pontos na tela).
Se modificarmos essa experiência para que uma fenda seja fechada, nenhum padrão de interferência será observado. Assim, o estado de ambas as fendas afeta os resultados finais. Também podemos organizar um detector minimamente invasivo em uma das fendas para detectar qual fenda a partícula passou. Quando fazemos isso, o padrão de interferência desaparece.
A interpretação de Copenhague afirma que as partículas não estão localizadas no espaço até que sejam detectadas, de modo que, se não houver nenhum detector nas fendas, não há informações sobre qual fenda a partícula passou. Se uma fenda tiver um detector, a função de onda entra em colapso devido a essa detecção
Na teoria de Broglie-Bohm, a função de onda é definida em ambas as fendas, mas cada partícula tem uma trajetória bem definida que passa exatamente por uma das fendas. A posição final da partícula na tela do detector e a fenda através da qual a partícula passa é determinada pela posição inicial da partícula. Tal posição inicial não é cognoscível ou controlável pelo experimentador, portanto há uma aparência de aleatoriedade no padrão de detecção. Nos trabalhos de 1952 de Bohm, ele usou a função de onda para construir um potencial quântico que, quando incluído nas equações de Newton, forneceu as trajetórias das partículas que fluíam pelas duas fendas. Com efeito, a função de onda interfere consigo mesma e guia as partículas pelo potencial quântico de tal forma que as partículas evitam as regiões nas quais a interferência é destrutiva e são atraídas para as regiões nas quais a interferência é construtiva, resultando no padrão de interferência na tela do detector.

## Comentários
A interpretação de Bohm não é muito popular entre os físicos por inúmeras razões científicas e sociológicas que poderiam fazer parte de um fascinante porém longo estudo, mas podemos ao menos dizer onde é considerada menos elegante por alguns (ela foi considerada como "superestrutura desnecessária" mesmo por Einstein que sonhava com um substituto determinístico para a interpretação de Copenhague).
Presumivelmente a Einstein, e outros, não agradavam a não-localidade da maioria das interpretações da mecânica quântica, como ele tentou mostrar sua incompletude no Paradoxo EPR. A teoria de Bohm é de forma inevitável não-local, o que no passado seria um golpe contra ela; mas isto mudou nos últimos tempos, pois a não-localidade vem se tornando mais convincente devido a verificação experimental da Desigualdade de Bell. Porém, a teoria vem sendo usada por outros como base de inúmeros livros tais como Dancing Wu-li Masters , o qual tem por objetivo ligar a física moderna a religiões orientais. Isto, como também os vários amigos filósofos de Bohm, como J. Krishnamurti, devem ter levado alguns mais a desconsiderá-la.
A interpretação de Bohm versus Copenhague (ou quase Copenhague como definida por Von Neumann e Dirac) são diferentes em pontos cruciais: ontologia versus epistemologia; potencial quântico ou informação ativa versus a usual partícula-onda e ondas de probabilidades; não-localidade versus localidade (deve-se notar que a mecânica quântica padrão é também não-local, veja o paradoxo EPR); completude versus abordagem segmentária normal.
Em seu livro póstumo The Undivided Universe (O universo não dividido) , Bohm (com Hiley, e, certamente, em inúmeros outros artigos) apresentou uma elegante e completa descrição do mundo físico. Esta descrição é em muitos aspectos satisfatória, ao menos para Bohm e Hiley. De acordo com a interpretação de Copenhague, há uma esfera de realidade clássica, para objetos grandes e grandes números quânticos, e uma esfera quântica separada. Não há um único fragmento da teoria quântica na descrição do "mundo clássico" – diferentemente da situação encontrada na versão da mecânica quântica de Bohm. Estas diferenças afetam tão pouco nos resultados dos testes experimentais que não existe consenso se a interpretação de Copenhague, ou outra, poderá ser provada como inadequada; ou os resultados são tão vagos para serem interpretados de forma não ambígua. Os artigos em questão são listados no final desta página, cujo principal assunto são os efeitos quânticos, como predito por Bohm, observados no mundo clássico – algumas vezes de forma impensável na versão dominante da interpretação de Copenhague.
A interpretação Bohmiana da Mecânica Quântica é caracterizada pelos seguintes aspectos:
- É baseada nos conceitos da não-localidade, potencial quântico e informação ativa. Por um lado, deve-se mencionar que a abordagem Bohmiana não é nova em relação a seu formalismo matemático, mas uma reinterpretarão da abordagem usual da equação de Schrödinger (a qual sob certas aproximações é a mesma clássica equação Hamilton-Jacobi), a qual simplesmente, no processo de cálculo, adicionou-se um termo que foi interpretado por Bohm como um potencial quântico e desenvolvido como uma nova visão da mecânica quântica. Então, a interpretação de Bohm não tem (como poderia sugerir o livro The Undivided Universe) a originalidade do formalismo matemático (que é função de uma forma central, e a equação de Schrodinger aplicada a ela) – mas uma interpretação que nega características centrais da mecânica quântica: não existência do dualismo partícula-onda (o elétron é uma partícula real guiada por um campo potencial quântico real); não utilização da abordagem epistemológica (ressalta-se a realidade quântica e a abordagem ontológica).

- Talvez a parte mais interessante a respeito da abordagem de Bohm é o formalismo: ele dá uma nova versão para o microcosmo, não somente nova, mas radical. Descreve um mundo onde conceitos como a causalidade, posição e trajetória têm um significado físico concreto. Colocando de lado as possíveis objeções com respeito a não-localidade, o possível triunfo da visão de Bohm (por exemplo, não necessitar de nada parecido com princípio da complementaridade) - deixa-nos com uma impressão de que Bohm talvez ofereça um novo paradigma e uma absolutamente arrojada versão reformulada da uma antiga e estabelecida mecânica quântica.

- Bohm enfatizou que experimento e experiência englobam um todo indivisível. Não há separação deste todo indivisível. O potencial quântico Q não assume o valor zero no infinito.

## Críticas
Os principais pontos de críticas, juntamente com as respostas dos que advogam a interpretação de Bohm, são sumarizados nos pontos que se seguem:
1. A função de onda deve "desaparecer" depois do processo de medição, e este processo parece profundamente artificial no modelo de Bohm.
Resposta: A teoria de von Neumann da medição quântica combinada com a interpretação de Bohm explica como a função de onda pode "desaparecer", a despeito do fato que não há um "desaparecimento" verdadeiro.
2. O artificialismo teórico escolhe variáveis privilegiadas: enquanto a mecânica quântica ortodoxa admite todas as variáveis do espaço de Hilbert, que são tratadas sempre de forma equivalente (muito parecido com as bases compostas de seus autovetores), a interpretação de Bohm requer que algumas variáveis tenham um conjunto de "privilégios", tratadas classicamente – principalmente a posição. Não existe razão experimental para pensar que algumas variáveis são fundamentalmente diferentes de outras.
Reposta: Na física clássica, a posição é mais fundamental que outras variáveis. Portanto, não devia ser estranho que isto pudesse também ser verdadeiro na mecânica quântica.
3. O modelo Bohmiano é verdadeiramente não-local: esta não-localidade é passível de violar a invariância de Lorentz - contradições com relatividade especial já eram esperadas. Este fato cria uma tarefa profundamente não trivial: reconciliar os atuais modelos da física de partículas, tais como teoria quântica de campo ou teoria das cordas, com alguns testes experimentais muito acurados da relatividade especial, sem algumas explicações adicionais. Por outro lado, outras interpretações da mecânica quântica – tais como histórias consistentes ou interpretação de muitos mundos permite-nos explicar o teste experimental do entrelaçamento quântico sem qualquer utilização de não localidade.
Resposta: A teoria das cordas sugere uma teoria de campo quântico não comunicante, a qual também introduz não-localidades e violação da invariância de Lorentz. Portanto, na física moderna, não localidade e violação da invariância de Lorentz não são tratados como patologias, mas, ao invés disto, possibilidades interessantes. Além disto, em algumas versões da interpretação de Bohm, a não-localidade do potencial quântico é relativisticamente invariante na mesma medida que a função de onda é relativisticamente invariante, o que conduz a versões da interpretação de Bohm que respeitem a covariância de Lorentz.
4. A interpretação Bohmiana tem problemas sutis para incorporar o spin e outros conceitos da física quântica: os autovalores do spin são discretos, e além disto contradiz a invariância rotacional, a menos que uma interpretação probabilística seja aceita.
Resposta: Há variantes da interpretação de Bohm na qual este problema não aparece.
5. A interpretação Bohmiana também parece incompatível com as modernas visões a respeito do entrelaçamento que permite calcular a "barreira" entre o "micro-mundo quântico" e o "macro-mundo clássico"; de acordo com o entrelaçamento, as variáveis que exibem comportamento clássico são determinadas dinamicamente, não por uma suposição.
Resposta: Quando a interpretação de Bohm é tratada juntamente com a teoria de von Neumann da medição quântica, nenhuma incompatibilidade com as visões a respeito do entrelaçamento permanecem. Pelo contrário, a interpretação de Bohm deve ser vista como um complemento da teoria do entrelaçamento, porque ela provê respostas para questões que o entrelaçamento por si só não pode responder: Qual o motivo que leva o sistema a ser conduzido a um simples e definido valor da variável observada?
6. Interpretação de Bohm não leva a novas predições mesuráveis, então isto não é realmente uma teoria científica.
Resposta: No domínio nos quais a interpretação convencional da mecânica quântica não é ambígua, as predições da interpretação de Bohm são idênticas àquelas da interpretação convencional. Porém, no domínio no qual a interpretação convencional é ambígua, tais como a questão do tempo-observador e posição-observador em mecânica quântica relativística, a interpretação de Bohm conduz a predições mensuráveis novas e não ambíguas.

## História
A teoria de De Broglie–Bohm tem uma história de diferentes formulações e nomes. Nesta seção, cada estágio recebe um nome e uma referência principal.

### Teoria das ondas-piloto
Louis de Broglie apresentou sua teoria das ondas-piloto na Conferência de Solvay de 1927, após uma estreita colaboração com Schrödinger, que desenvolveu sua equação de onda para a teoria de De Broglie. No final da apresentação, Wolfgang Pauli salientou que ela não era compatível com uma técnica semiclássica que Fermi havia adotado anteriormente no caso de espalhamento inelástico. Ao contrário de uma lenda popular, De Broglie realmente deu a refutação correta de que a técnica em particular não poderia ser generalizada para o propósito de Pauli, embora o público pudesse ter se perdido nos detalhes técnicos e a atitude branda de de Broglie deixou a impressão de que a objeção de Pauli era válida. Ele acabou sendo persuadido a abandonar essa teoria, no entanto, porque estava "desencorajado pelas críticas que [ela] despertou". A teoria de de Broglie já se aplica a múltiplas partículas sem spin, mas carece de uma teoria adequada de medição, pois ninguém entendia a decoerência quântica na época. Uma análise da apresentação de de Broglie é apresentada em Bacciagaluppi et al. Além disso, em 1932, John von Neumann publicou um artigo, que foi amplamente (e erroneamente, como mostra Jeffrey Bub) acreditado para provar que todas as teorias de variáveis ocultas são impossíveis. Isso selou o destino da teoria de de Broglie pelas próximas duas décadas.
Em 1926, Erwin Madelung havia desenvolvido uma versão hidrodinâmica da equação de equação de Schrödinger, que é incorretamente considerada como base para a derivação da corrente de densidade da teoria de Broglie-Bohm. As equações de Madelung, sendo equações de Euler (fluidos) quânticas, diferem filosoficamente da mecânica de Broglie-Bohm e são a base da interpretação estocástica da mecânica quântica.
Peter R. Holland apontou que, no início de 1927, Einstein havia enviado uma pré-impressão com uma proposta semelhante, mas, não convencido, a havia retirado antes da publicação. De acordo com Holland, o fracasso em apreciar os pontos-chave da teoria de de Broglie-Bohm levou à confusão, o ponto-chave sendo "que as trajetórias de um sistema quântico de muitos corpos estão correlacionadas não porque as partículas exercem uma força direta umas sobre as outras (à Coulomb), mas porque todos são acionados por uma entidade - matematicamente descrita pela função de onda ou funções dela - que está além delas". Essa entidade é o potencial quântico.
Depois de publicar um livro popular sobre Mecânica Quântica, que aderiu inteiramente à ortodoxia de Copenhague, Bohm foi persuadido por Einstein a dar uma olhada crítica no teorema de von Neumann. O resultado foi  'A Suggested Interpretation of the Quantum Theory in Terms of "Hidden Variables" I and II' [Bohm 1952]. Foi uma origem independente da teoria das ondas piloto e a estendeu para incorporar uma teoria consistente de medição e para abordar uma crítica a Pauli à qual de Broglie não respondeu adequadamente; é assumida como sendo determinística (embora Bohm tenha sugerido nos artigos originais que deveria haver perturbações a isso, da maneira como o movimento browniano perturba a mecânica newtoniana). Esse estágio é conhecido como a teoria de Broglie–Bohm no trabalho de Bell [Bell 1987] e é a base para  'The Quantum Theory of Motion' [Holland 1993].
Este estágio se aplica a múltiplas partículas e é determinístico. 
A teoria de Broglie-Bohm é um exemplo de teoria das variáveis ocultas. Bohm originalmente esperava que variáveis ocultas pudessem fornecer uma descrição local, causal e objetiva que resolvesse ou eliminasse muitos dos paradoxos da mecânica quântica, como o gato de Schrödinger, o problema de medição e o colapso da função de onda. No entanto, o teorema de Bell complica essa esperança, pois demonstra que não pode haver uma teoria de variáveis ocultas local que seja compatível com as previsões da mecânica quântica. A interpretação bohmiana é causal, mas não local.
O artigo de Bohm foi amplamente ignorado ou criticado por outros físicos. Albert Einstein, que sugeriu que Bohm buscasse uma alternativa realista à abordagem de Copenhague predominante, não considerou a interpretação de Bohm uma resposta satisfatória à questão quântica da não-localidade, chamando-a de "muito barata", enquanto Werner Heisenberg considerou-a uma "'superestrutura ideológica' supérflua". Wolfgang Pauli, que não foi convencido por De Broglie em 1927, concedeu a Bohm o seguinte:
Acabei de receber sua longa carta de 20 de novembro e também estudei mais detalhadamente os detalhes de seu trabalho. Não vejo mais a possibilidade de qualquer contradição lógica, desde que seus resultados estejam completamente de acordo com os da mecânica habitual das ondas e desde que não sejam dados meios para medir os valores de seus parâmetros ocultos, tanto no aparelho de medição quanto no sistema observado. No que diz respeito ao assunto, suas 'previsões mecânicas de ondas extras' ainda são um cheque, que não pode ser descontado. 
Posteriormente, ele descreveu a teoria de Bohm como "metafísica artificial".
De acordo com o físico Max Dresden, quando a teoria de Bohm foi apresentada no Instituto de Estudos Avançados de Princeton, muitas das objeções eram ad hominem, concentrando-se na simpatia de Bohm com os comunistas, como exemplificado por sua recusa em dar testemunho ao Comitê de Atividades Não-Americanas da Câmara.
Em 1979, Chris Philippidis, Chris Dewdney e Basil Hiley foram os primeiros a realizar cálculos numéricos com base no potencial quântico para deduzir conjuntos de trajetórias de partículas. Seu trabalho renovou os interesses dos físicos na interpretação de Bohm da física quântica.
Eventualmente, John Bell começou a defender a teoria. Em "Speakable and Unspeakable in Quantum Mechanics" [Bell 1987], vários dos trabalhos referem-se a teorias de variáveis ocultas (que incluem Bohm). 
As trajetórias do modelo de Bohm que resultariam em arranjos experimentais específicos foram denominadas "surreais" por alguns. Ainda em 2016, o físico matemático Sheldon Goldstein disse sobre a teoria de Bohm: "Houve um tempo em que você nem podia falar sobre isso porque era herético. Provavelmente ainda é o beijo da morte para uma carreira de física estar realmente trabalhando em Bohm, mas talvez isso esteja mudando."

### Mecânica bohmiana
A mecânica bohmiana é a mesma teoria, mas com ênfase na noção de fluxo de corrente, que é determinada com base na hipótese de equilíbrio quântico de que a probabilidade segue a regra de Born. O termo "mecânica bohmiana" também é frequentemente usado para incluir a maioria das extensões posteriores à versão sem rotação do Bohm. Enquanto a teoria de Broglie-Bohm tem Lagrangianos e equações de Hamilton-Jacobi como foco e pano de fundo primário, com o ícone do potencial quântico, a mecânica bohmiana considera a equação de continuidade como primária e a equação norteadora como seu ícone. Elas são matematicamente equivalentes na medida em que a formulação de Hamilton-Jacobi se aplica, isto é, partículas sem spin. Os trabalhos de Dürr et al. popularizou o termo.
Toda a mecânica quântica não relativística pode ser totalmente explicada nessa teoria. 

### Interpretação causal e interpretação ontológica
Bohm desenvolveu suas ideias originais, chamando-as de Interpretação Causal. Mais tarde, ele sentiu que causal parecia muito determinístico e preferia chamar sua teoria de Interpretação Ontológica. A principal referência é "The Undivided Universe" [Bohm, Hiley 1993].  
Esta etapa abrange o trabalho de Bohm e em colaboração com Jean-Pierre Vigier e Basil Hiley. Bohm está claro que essa teoria é não determinística (o trabalho com Hiley inclui uma teoria estocástica). Como tal, essa teoria não é, estritamente falando, uma formulação da teoria de Broglie-Bohm. No entanto, merece menção aqui, porque o termo "Interpretação de Bohm" é ambíguo entre essa teoria e a teoria de de Broglie-Bohm.
Uma análise aprofundada das possíveis interpretações do modelo de Bohm de 1952 foi feita em 1996 pelo filósofo da ciência Arthur Fine.

### Análogos quânticos hidrodinâmicos
Experimentos pioneiros em análogos hidrodinâmicos da mecânica quântica, começando com o trabalho de Couder e Fort (2006), alegam mostrar que as ondas piloto clássicas macroscópicas podem exibir características anteriormente consideradas restritas ao domínio quântico. Os análogos hidrodinâmicos das ondas piloto teriam sido capazes de duplicar o experimento de dupla fenda, tunelamento, órbitas quantizadas e vários outros fenômenos quânticos que levaram a um ressurgimento do interesse pelas teorias das ondas piloto. No entanto, esse experimento não teve esse resultado replicado por três equipes em 2015 e foi questionado. Coulder e Fort observam em seu artigo de 2006 que as ondas-piloto são sistemas dissipativos não-lineares sustentados por forças externas. Um sistema dissipativo é caracterizado pelo aparecimento espontâneo de quebra de simetria (anisotropia) e pela formação de dinâmicas complexas, às vezes caóticas ou emergentes, onde os campos em interação podem exibir correlações de longo alcance. A eletrodinâmica estocástica (SED) é uma extensão da interpretação de Broglie – Bohm da mecânica quântica, com o campo de ponto zero eletromagnético (ZPF) desempenhando um papel central como a onda-piloto guia. As abordagens modernas da SED, como as propostas pelo grupo em torno do falecido Gerhard Grössing, entre outros, consideram os efeitos quânticos de ondas e partículas como sistemas emergentes bem coordenados. Esses sistemas emergentes são o resultado de interações subquânticas especuladas e calculadas com o campo do ponto zero.
|                                      | Ambulantes hidrodinâmicos                                 | de Broglie                                                    | Onda piloto da SED                        |
| ------------------------------------ | --------------------------------------------------------- | ------------------------------------------------------------- | ----------------------------------------- |
| Condução                             | vibração de banho                                         | relógio interno                                               | flutuações de vácuo                       |
| Espectro                             | monocromático                                             | monocromático                                                 | amplo                                     |
| Disparo                              | saltitante                                                | zitterbewegung                                                | zitterbewegung                            |
| Freqüência de disparo                | {\displaystyle \omega _{F}}                               | {\displaystyle \omega _{c}=mc^{2}/\hbar }                     | {\displaystyle \omega _{c}=mc^{2}/\hbar } |
| Energética                           | GPE {\displaystyle \leftrightarrow } onda                 | {\displaystyle mc^{2}\leftrightarrow \hbar \omega }           | {\displaystyle mc^{2}\leftrightarrow } EM |
| Ressonância                          | onda de gotículas                                         | harmonia de fases                                             | não especificado                          |
| Dispersão {\displaystyle \omega (k)} | {\displaystyle \omega _{F}^{2}\approx \sigma k^{3}/\rho } | {\displaystyle \omega ^{2}\approx \omega _{c}^{2}+c^{2}k^{2}} | {\displaystyle \omega =ck}                |
| {\displaystyle \lambda } Carreador   | {\displaystyle \lambda _{F}}                              | {\displaystyle \lambda _{dB}}                                 | {\displaystyle \lambda _{c}}              |
| {\displaystyle \lambda } Estatístico | {\displaystyle \lambda _{F}}                              | {\displaystyle \lambda _{dB}}                                 | {\displaystyle \lambda _{dB}}             |

## Experiências
Os pesquisadores realizaram o experimento ESSW. Eles descobriram que as trajetórias dos fótons não são surrealistas, afinal, mas mais precisamente que os caminhos podem parecer surrealistas, no entanto apenas se alguém não levar em conta a não localidade inerente à teoria de Bohm.